# Spoorlijn Emden Hauptbahnhof - Emden VW-Werk
De spoorlijn Emden Hbf – Emden VW-Werk is een Duitse spoorlijn en als lijn 1576 onder beheer van DB Netze.

## Geschiedenis
Het traject van Emden Hauptbahnhof naar Emden VW-Werk werd aangelegd door de Deutsche Bahn.

## Treindiensten
De Deutsche Bahn verzorgt het goederenvervoer op dit traject.